# Zsolt Németh (atleta)
Zsolt Németh (9 novembre 1971) è un ex martellista ungherese.

## Palmarès

### Mondiali
- 1 medaglia:
  - 1 argento (Siviglia 1999)

### Universiadi
- 1 medaglia:
  - 1 oro (Palma di Maiorca 1999)